# Absolute Games
Absolute Games (abreviado AG.ru o AG) es un sitio web ruso dedicado a los videojuegos y la industria de los videojuegos, uno de los más antiguos de Runet. Fue muy popular en la década de 2000, cuando se publicaron reseñas de juegos y noticias sobre juegos en el sitio. Tras el cambio de titularidad y la salida del equipo, cayó en decadencia y no se ha actualizado desde 2016. Desde 2019, la versión rusa del sitio web de RAWG ha estado operando en el dominio AG.ru en lugar de la edición anterior.
En el sitio Alexa, Absolute Games ocupó el segundo lugar en 2009. Durante la entrega del Premio Runet 2005, el sitio Absolute Games ocupó el puesto 17 entre los sitios que tuvieron el máximo impacto en el desarrollo de Runet en 2005.